# Coconino County
Coconino County er et amt i delstaten Arizona, USA.
Amtet blev grundlagt i 1891 med Flagstaff som hovedsæde (som vandt over Williams ved en folkeafstemning samme år). Coconino County som blev skåret ud af Yavapai County, ligger i det centrale nordlige Arizona og er det største amt i Arizona og det andetstørste i USA, men er et af de tyndest befolkede amter i Arizona.
37 % af amtets land tilhører indianerreservater, som er hjem for Navajo, Hopi, Paiute, Havasupai og Hualapai-stammerne. 32 % af landet er kontrolleret af US Forest Service og Bureau of Land Management. 10 % af landet ejes af staten Arizona, mens andre offentlige institutioner ejer 7 % af landet. De resterende 14 % af landet ejes af private eller af virksomheder.